# Società Sportiva Pro Lissone 1948-1949
Questa voce raccoglie le informazioni riguardanti la Società Sportiva Pro Lissone nelle competizioni ufficiali della stagione 1948-1949.

## Rosa
| N. |                   | Ruolo | Calciatore          |
| -- | ----------------- | ----- | ------------------- |
|    | Italia (bandiera) | C     | Arosio              |
|    | Italia (bandiera) | C     | Beretta             |
|    | Italia (bandiera) | D     | Bonvini             |
|    | Italia (bandiera) | A     | Luigi Brugola       |
|    | Italia (bandiera) | P     | Luigi Brussolo      |
|    | Italia (bandiera) |       | Emilio Camurati     |
|    | Italia (bandiera) | C     | Salvatore Cazzaniga |
|    | Italia (bandiera) | A     | Vittorio Erba       |
|    | Italia (bandiera) | C     | Valentino Giambelli |
|    | Italia (bandiera) | A     | Ernesto Jacobitti   |

| N. |                   | Ruolo | Calciatore             |
| -- | ----------------- | ----- | ---------------------- |
|    | Italia (bandiera) | D     | Costantino Mariani (I) |
|    | Italia (bandiera) | A     | Pierino Mariani (II)   |
|    | Italia (bandiera) | C     | Mariani (III)          |
|    | Italia (bandiera) | A     | Enrico Motta           |
|    | Italia (bandiera) | D     | Remo Perego            |
|    | Italia (bandiera) | D     | Franco Petermann       |
|    | Italia (bandiera) | D     | Ripamonti              |
|    | Italia (bandiera) | A     | Tentorio               |
|    | Italia (bandiera) | P     | Giovanni Tronconi      |